# Estación La Paz (Chile)
La Paz es una estación ferroviaria ubicada en la comuna chilena de Loncoche, en la región de la Araucanía, que es parte de la Línea Troncal Sur, en el punto kilométrico 777,9, a 87,3 kilómetros de Temuco. Su inauguración fue durante el siglo XIX.

## Historia
El mandato de la construcción del ferrocarril entre Pitrufquén y Antilhue fue comandado en 1888; sin embargo debido a que la empresa encomendada no pudo desarrollar las obras, en 1899 el Estado hizo estudios para la construcción de este tramo del longitudinal Sur. Se decidió que el trabajo se realizaría entre los tramos Pitrufquén-Loncoche y Loncoche-Antilhue. Los trabajos comenzaron en ambas secciones el 10 de octubre de 1899. El 15 de marzo de 1905 se terminaron las obras del ramal, excepto un túnel. El 28 de marzo de 1906 se entrega para la explotación provisoria el tramo de ferrocarril entre Pitrufquén y Antilhue; y el ferrocarril y sus estaciones —incluyendo esta estación— se inauguran el 11 de marzo de 1907.
Para 1958 la estación seguía prestando servicios de pasajeros.
Hasta finales de 2021 la estación cuenta únicamente con su edificio principal en pie deshabitado.